# Raposa (Maranhão)
Raposa é um município brasileiro do estado do Maranhão. Localiza-se na microrregião da Aglomeração Urbana de São Luís, Mesorregião do Norte Maranhense, sua população estimada em 2021 foi de 31.586 habitantes e sua área é de 79,823 km².
A cidade, junto a São Luís, Paço do Lumiar e São José de Ribamar, pertencem à Ilha de Upaon-Açu. Esses municípios, juntamente com  Alcântara, Bacabeira, Rosário, Santa Rita, Icatu, Morros, Presidente Juscelino, Axixá, Cachoeira Grande, fazem parte da Região Metropolitana de São Luís.

## Histórico
Até o século XVI, a região atualmente ocupada pelo município era tradicionalmente habitada pela etnia indígena dos potiguaras.
Fundada no final dos anos 1940 por dois imigrantes de Acaraú, Antônio do Pocal e José Baiaco, que se estabeleceram com suas famílias, a povoação tinha como atividades principais de subsistência a pesca e a produção de rendas, ambas realizadas de forma artesanal.
Posteriormente, houve a chegada de Chico Noca, que depois trouxe sua família de Acaraú e outras dezenas de pessoas para povoar a Raposa, em 1952.
Devido ao seu inicial isolamento, a comunidade foi considerada uma ilha linguística cearense por pesquisadores que a visitaram no final da década de 1970. Essa situação foi se alterando com a construção de primeiro acesso rodoviário em 1964 e seu asfaltamento em 1977.
Em 1994, separando-se de Paço do Lumiar, o povoado de Raposa ganhou status de município e elegeu José Laci de Oliveira como seu primeiro prefeito.

## Geografia

### Relevo
O relevo da ilha de Upaon-açu apresenta baixa altitude, com baixos platôs dissecados e colinas tabulares, com cotas variando entre 20 e 60 metros.
A zona costeira do município, localizada em um região de baixa altitude, pertencente à planície fluvio-marinha, é caracterizada pela presença de vegetação pioneira de restingas, manguezais e campos, que proporcionam significativo potencial para a atividade pesqueira.
Nas extensas baixadas litorâneas, podem ser encontradas praias arenosas, dunas móveis, paleodunas, manguezais e marismas.

### Clima
O município possui clima tropical, quente e úmido, com temperatura média variando entre 21 e 35 graus. Apresenta dois períodos distintos: um chuvoso, de dezembro a julho, e outro seco, de agosto a novembro. 

### Hidrografia
As principal bacia hidrográfica é a do rio Paciência (o qual estabelece o limite com o município de Paço do Lumiar), desaguando na baía de Curupu. Um de seus principais afluentes é o Igarapé do Cumbique.
O rio Paciência tem grande importância para pesca, agricultura, transporte e lazer, mas se encontra comprometido em razão da poluição causada pela expansão da rede de esgotamento sanitário.
Outro curso d'água do município é o Igarapé Nunca Mais.

### Vegetação e biodiversidade
Em Raposa, a vegetação predominante é formada pelos manguezais e pelas restingas (que podem ser vistas nas praias de Carimã, do Canto e do Curupu).
Nas áreas mais distantes do mar, a vegetação predominante é a capoeira (vegetação secundária).
As florestas de manguezais do município são um viveiro natural para uma infinidade de animais marinhos, que dependem do ecossistema para alimentação e reprodução.
A fartura de peixes e mariscos que se alimentam nos manguezais são a prova da riqueza desse ecossistema, podendo ser encontradas espécies: aves, como o guará, a garça, o taquiri, a saracura-do-mangue; mamíferos como o boto-cinza, o peixe-boi-marinho; tartarugas.
O município de Raposa faz parte da Área de Proteção Ambiental de Upaon-Açu-Miritiba-Alto Preguiças, uma região com uma área de aproximadamente 1.535.310 hectares que serve de abrigo, local de reprodução e alimentação para muitos animais marinhos ameaçados.

### Ilhas
Pertencem ao município de Raposa as ilhas de Curupu, Belizaro e Taputíua. 

## Economia
O PIB do município, em 2018, era de em R$ 237.788.510. A distribuição setorial do PIB em 2018 ficou: Agropecuária (7,79%), Indústria (10,51%) e Serviços (81,70%).
Em 2021, o Produto Interno Bruto (PIB) per capita era de R$ 9.060,95. Comparando-se com outros municípios do estado do Maranhão, ficava nas posições 114 de 217 e na 5200 de 5570 entre todos os municípios do Brasil. Já o percentual de receitas externas em 2023 era de 90,49%, o que o colocava na posição 152 dos 217 municípios do Maranhão.
| Pessoal ocupado [2022]                                                                            | 2.655 pessoas         |
| População ocupada [2022]                                                                          | 8,61 %                |
| Percentual da população com rendimento nominal mensal per capita de até 1/2 salário mínimo [2010] | 48,6 %                |
| Salário médio mensal dos trabalhadores formais [2022]                                             | 1, 7 salários mínimos |

Fonte: IBGE

### Pesca
A pesca tem grande importância para a economia do município, sendo uma importante fonte de renda para os moradores.  A atividade é anual, com intervalos que dependem da influência das marés, dos ventos e das chuvas. 
São utilizados barcos de pesca fabricados em pequenos estaleiros comunitários na própria região, cujo trabalho também é artesanal. Estes barcos, além de servirem para a pesca, servem de transporte de turistas para áreas turísticas do município como as dunas e os manguezais. Existem vários tipos de embarcações como o catamarã, a biana, a lancha, o iate, dentre outros. O tráfego de canoas é mais comum nos igarapés.
O município de Raposa tem uma diversidade de peixes, crustáceos e moluscos, o município pratica a pesca na costa, nos estuários, manguezais e em alto-mar entre 16 e 27 milhas náuticas, sendo a maioria servindo de alimento para a população local e abastecendo supermercados, restaurantes, bares e o Mercado do Peixe em São Luís.

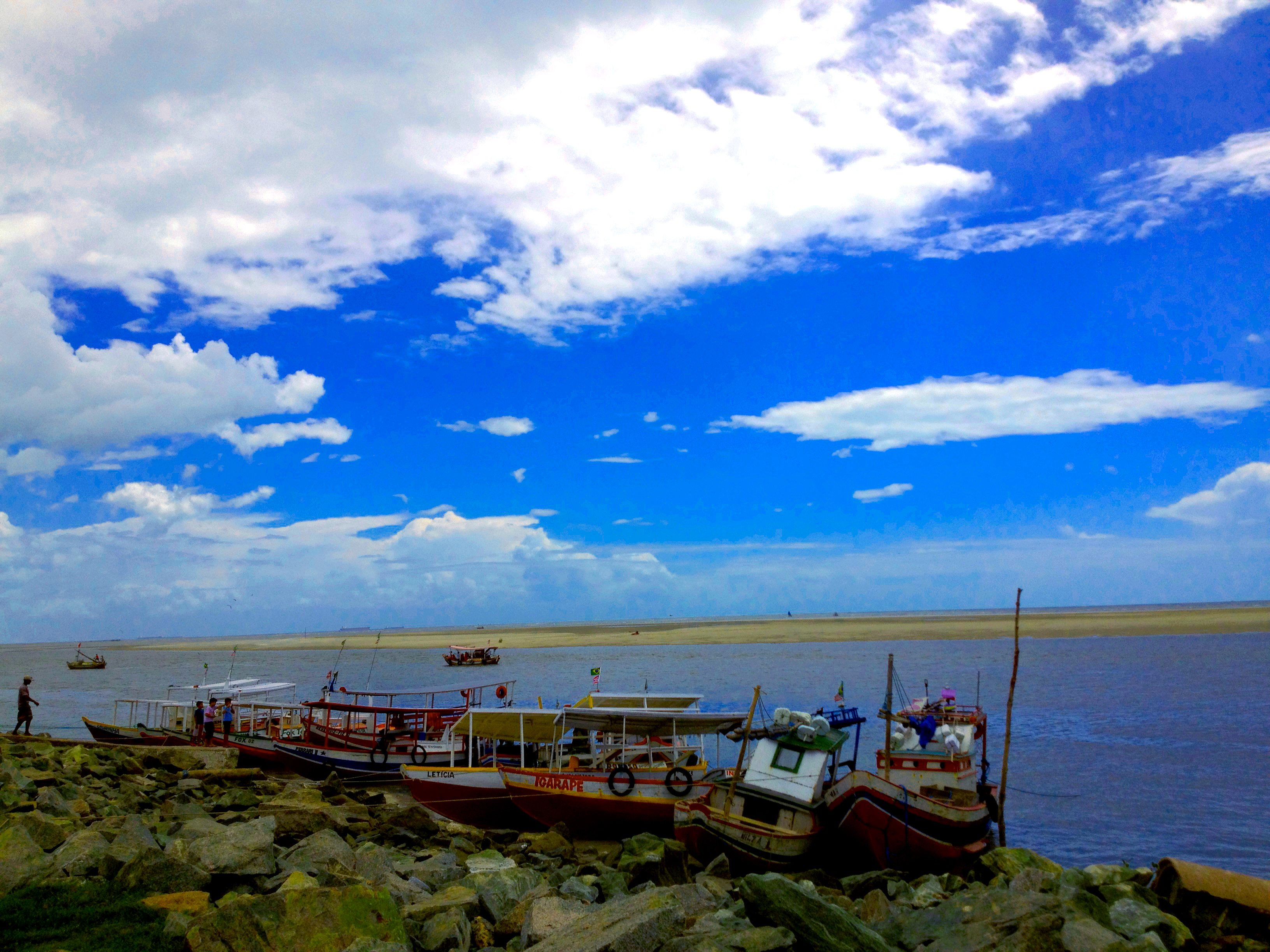
Barcos em praia da Raposa.

Dentre as espécies da fauna da região, podem ser destacadas: pescada-amarela, pescada-branca, peixe-pedra, tainha-sajuba, tainha-pitiu,  tainha-urixoca, sardinha, sardinha-manteiga, pescadinha-gó, goete, corvina, cororoca, pirucaia, pargo, cioba, carapitanga, ariacó, peixe-prata, caruaçú, barbudo, pititinga, cavala, atum-rabilho, peixe-serra, bonito (sarda sarda), pampo, peixe-galo, camurupim, urubarana (elops saurus), camorim-peva, camorim-flecha, jiquiri-amarelo, jiquiri-branco, cururuca, paru, peixe-sabão, badejo, tibiro, tibiro-amarelo, palombeta, arriba-saia, escrivão, cabeçudo, cabeçudo-preto, cabeçudo-branco, agulha, juruapara, curvitinga, amor-sem-olho, anchova, xaréu, xaréu-branco.
Outros peixes encontrados são: arraia-bicuda, arraia-pintada, viola, mero, cação-rabo-seco, cação-junteiro, tubarão-flamengo, urumaru, cação-martelo, espadarte, tralhoto, guaravira, baiacu-açu, baiacu-pininga, pacamão, bacacuá, solha, moréia, cavalo-marinho, guribu, uritinga, uriacica, cambél, bandeirado, gurijuba, cangatã, jurupiranga, papista. 
Quanto aos mariscos, há a pesca e coleta de: camarão-branco, camarão-piticaia, sururu, caranguejo, sarnambi, ostra, tarioba, lagosta, siri-azul.

## Infraestrutura

### Transporte coletivo
A Agência Estadual de Mobilidade Urbana (MOB) dispõe de 66 linhas de ônibus semiurbanos que operam entre os municípios de São Luís, São José de Ribamar, Raposa e Paço do Lumiar.
Há também três linhas de ônibus do Expresso Metropolitano circulando entre os quatro municípios da ilha.

### Rodovias
A Estrada da Raposa (MA-203) dá acesso ao município, e se interliga à MA-204, que interliga São Luís, Raposa e São José de Ribamar.

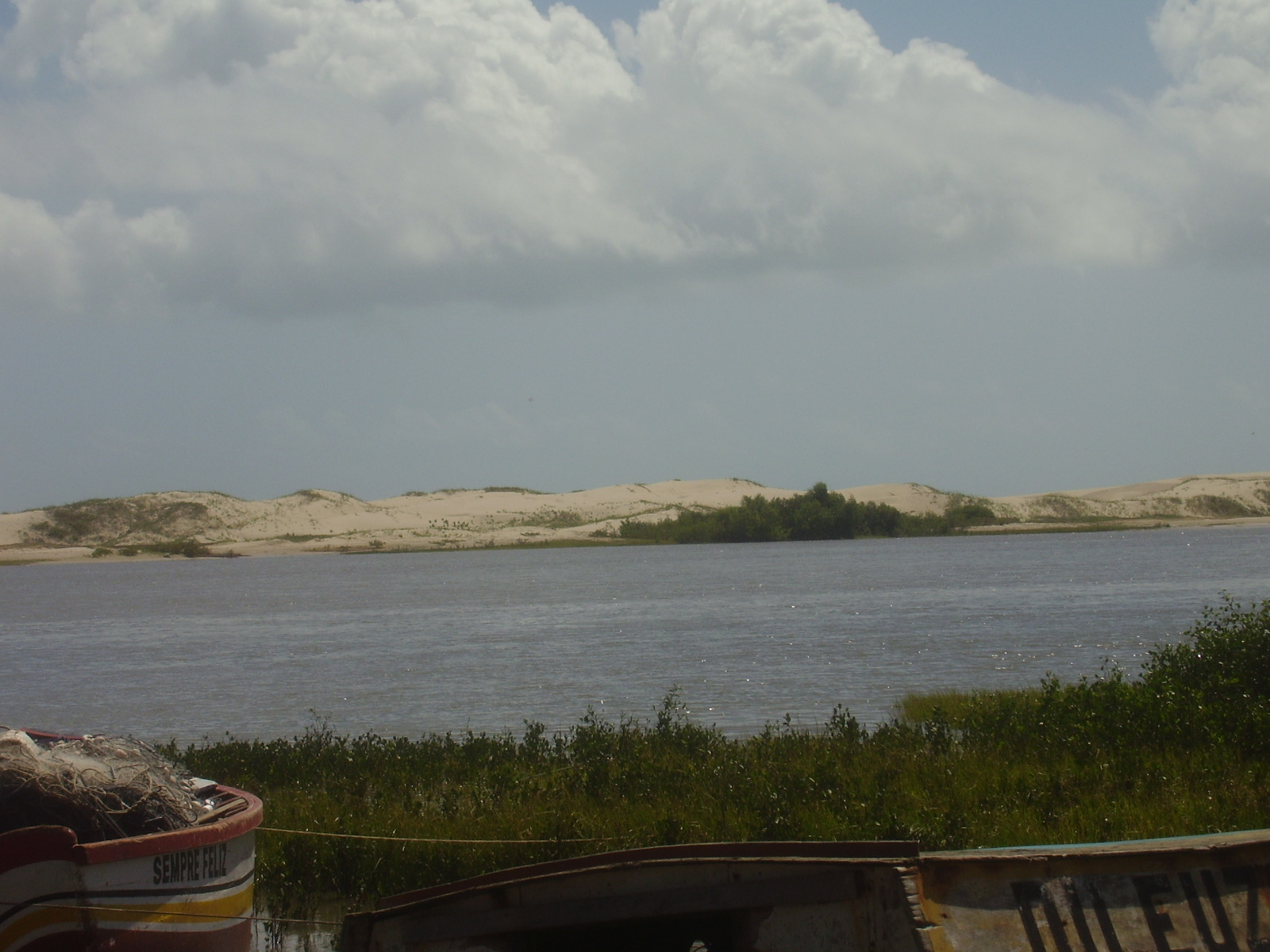
Dunas da Raposa.

### Educação
Raposa possui 21 escolas públicas e privadas, além de duas instituições de ensino superior privadas.
Em 2010, a taxa de escolarização de 6 a 14 anos de idade era de 96,6%. Comparando-se com outros municípios do estado do Maranhão, ficava na posição 117 de 217. Já comparando com todos os municípios do Brasil, ficava na posição 4099 de 5570. Para além, em 2023, o Índice de Desenvolvimento da Educação Básica (IDEB) para os anos inicias do ensino fundamental na rede pública era 5,1 e para os anos finais de 4,1.

### Saúde
Dentre as unidades de saúde do município, se destacam o Hospital Municipal da Raposa Dra. Nemércia Dias Pinheiro, o Centro de Especialidades Médicas da Raposa, além de unidades básicas de saúde e outras instituições.
Segundo dados do Censo Demográfico de 2022, a taxa de mortalidade infantil média na cidade de Raposa é de 17,13 para 1.000 nascidos vivos. As internações devido a diarreias são de 16,2 para cada 1.000 habitantes. Comparando-se com os todos os municípios do estado do Maranhão, fica nas posições 80 de 217 e 129 de 217.

### Demografia
De acordo com dados do Censo Demográfico de 2022, a população do município de Raposa era de 30.839 habitantes e a densidade demográfica era de 389,32 habitantes por quilômetro quadrado. Compara-se com outros municípios do estado do Maranhão, ficava nas posições 51 e 4 de 217. Já na comparação com todos os municípios do Brasil, ficava nas posições 1097 e 215 de 5570.
Meio Ambiente
Apresenta 16, 6 % de domicílios com esgotamento sanitário adequado e 22,7% de domicílios em vias públicas com arborização e 0% de domicílios urbanos em vias públicas com urbanização adequada.

## Política
O Poder Legislativo em Raposa é exercido pela Câmara Municipal, composta de 11 vereadores.
O Poder Executivo é exercido pela Prefeitura de São José de Ribamar, e é representado pelo prefeito, vice-prefeito e secretários municipais.
O munícipio é termo judiciário da Comarca da Ilha de São Luís, com o Fórum Des. Ives Miguel Ázar, além de contar representantes do Ministério Público do Maranhão e da Defensoria Pública do Estado.

## Bairros

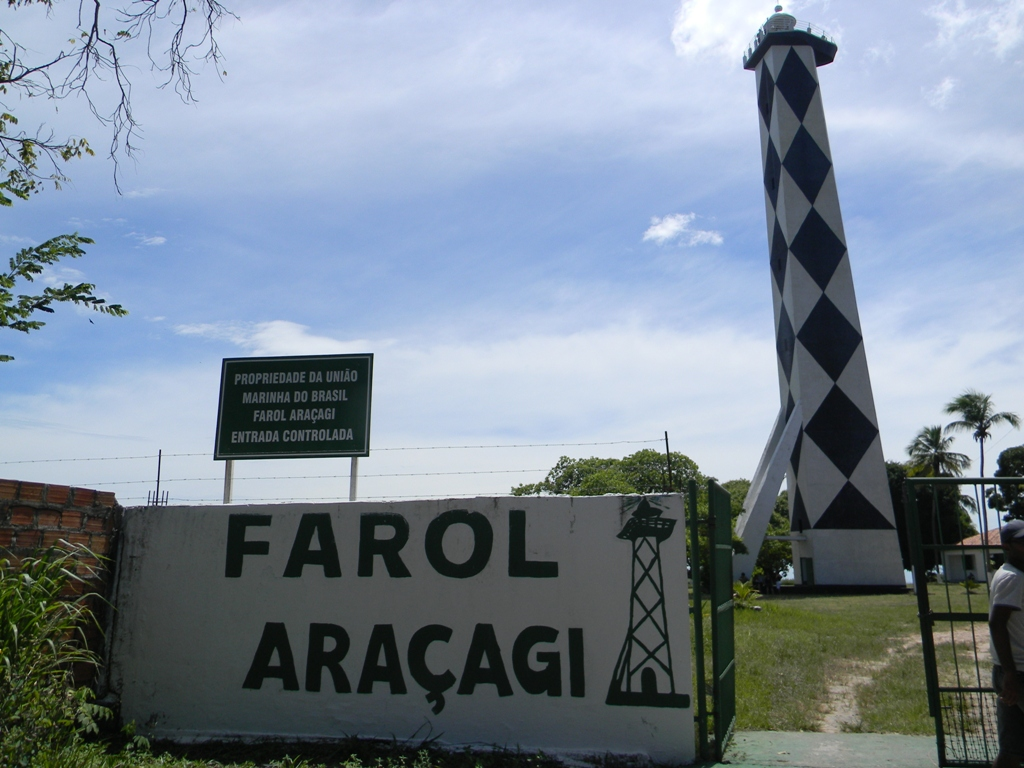
Farol Araçagi, com 40 metros, localizado no município de Raposa, às margens da MA-203, administrado pela Marinha do Brasil.

- Alto Farol
- Baiuca
- Cacarape
- Caura
- Centro
- Cumbique
- Garrancho
- Inhaúma
- Itapeuá
- Jardim Oliveiras
- Jussara
- Loteamento Alto Farol
- Loteamento Farol Araçagi
- Loteamento Pirâmide
- Maresia
- Pirâmide
- Residencial Favela
- Residencial Pirâmide
- Recanto dos Poetas
- Vila Boa Esperança
- Vila Bom Viver
- Vila Laci
- Vila Maresia
- Vila Marisol
- Vila Moura
- Vila Nova
- Vila Thalita
- Vila Rosinha
- Vila Pacú
- Vila Paraíba
- Porto do Braga

## Turismo e cultura

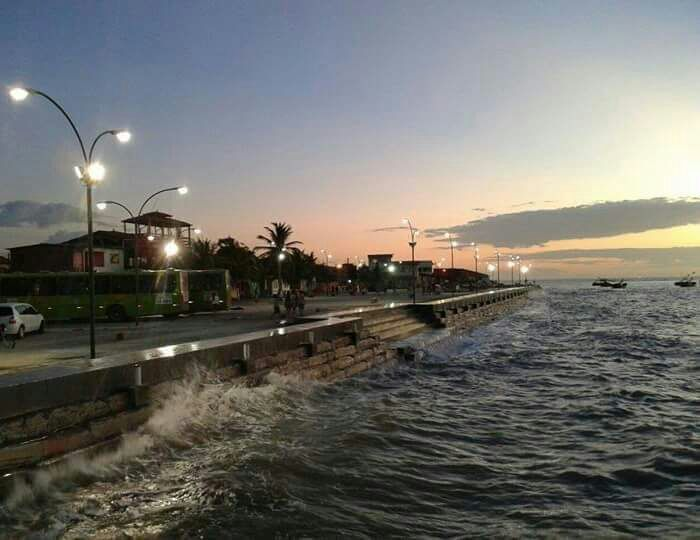
Cais da Raposa.

O município ficou conhecido pelo seu artesanato tipicamente cearense, pelo sabor dos peixes comercializados nos bares e restaurantes do povoado e pela beleza de suas praias desertas.
Nas lojas de artesanato são comercializados: toalhas de mesa, panos de prato, passadeiras, saídas de praia, chapéus, cortinas, além de uma série de outros artefatos confeccionados em rendas de bilro tecidas em almofadas de renda por mulheres de pescadores, arte trazida pelos cearenses há mais de setenta anos, fugindo da seca.
O principal templo católico é a Igreja Matriz de São Pedro, padroeiro do município.
Do ponto de vista turístico, a Raposa é destino alternativo à visitação na ilha, tendo como principais atrativos os passeios nas praias e dunas da região, vasto manguezal preservado e apreciação da gastronomia por meio de pratos típicos baseados em frutos do mar. Como potencial atrativo de turismo cultural (ou de base comunitária), a Raposa apresenta modus vivendi de pescadores e artesanato variado.

### Pontos Turísticos
- Fronhas Maranhenses
- Ilha de Curupu, Ilha Belizaro, Ilha Taputiua
- Viva Raposa
- Coroa do Marisco

Praias
O município de Raposa conta com as praias de Mangue-Seco, Pucal, Carimã, Curupu e Itapetíua:
Praia do Carimã – localizada ao norte do município de Raposa, marco inicial da Ilha de Curupu. O acesso à praia é feito apenas através de travessia em embarcações.
Praia do Garrancho – inicia-se após o Viva Raposa e estende-se até o Porto do Carvão. É um importante ponto de apoio para as embarcações que fazem passeio e transporte de turistas e visitantes para a Ilha das Ostras, Ilha de Itaputíua e Ponta de Curupu.
Praia do Mangue Seco – localizada no Povoado de Araçagy. Seu principal acesso é feito pela MA 203, contornando à esquerda na Rua São Sebastião até o final da rua.